# Eva Kristin Hansen

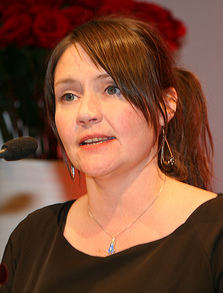
Eva Kristin Hansen, 2012

Eva Kristin Hansen (* 5. März 1973 in Trondheim) ist eine norwegische Politikerin der Arbeiderpartiet (Ap). Von 2000 bis 2002 leitete sie die Jugendorganisation Arbeidernes Ungdomsfylking (AUF). Seit 2005 ist sie Abgeordnete im Storting, von Oktober 2017 bis September 2021 war sie die erste stellvertretende Parlamentspräsidentin. Von Oktober bis November 2021 war sie Stortingspräsidentin.

## Leben
Während ihrer Studienzeit war Hansen im Kampf gegen den Beitritt Norwegens zur Europäischen Gemeinschaft engagiert. Von 1995 bis 1996 war sie Jugendsekretärin in der Jugendpartei AUF für die Provinz Sør-Trøndelag, nachdem sie bereits ab 1990 im Vorstand der AUF in dieser Provinz saß. Von 1996 bis 1997 führte sie die Jugendorganisation in Sør-Trøndelag an. Im Jahr 2000 wurde sie zur AUF-Vorsitzenden für ganz Norwegen gewählt und blieb bis 2002 im Amt. Bei der Wahl 2002 war sie erneut angetreten, Hansen unterlag jedoch ihrer damaligen Stellvertreterin Gry Larsen. Von 2003 bis 2004 arbeitete sie als Projektleiterin bei der Kommune Rissa, außerdem zog sie 2003 in den Stadtrat von Trondheim ein.

### Stortingsabgeordnete
In den Jahren 2003 bis 2009 war Hansen stellvertretende Vorsitzende der Arbeiderpartiet in Sør-Trøndelag, anschließend wurde sie deren Vorsitzende. Bei der Parlamentswahl 2005 zog Hansen erstmals in das norwegische Nationalparlament Storting ein. Dort vertritt sie den Wahlkreis Sør-Trøndelag und wurde zunächst Mitglied im Arbeits- und Sozialausschuss. Nach der Wahl 2009 wechselte sie in den Außen- und Verteidigungsausschuss und nach der Stortingswahl 2013 in den Energie- und Umweltausschuss. Im Anschluss an die Parlamentswahl 2017 wurde sie am 7. Oktober 2017 zu ersten Vizepräsidentin des Stortings gewählt. Von 2017 bis 2021 gehörte Hansen zudem dem Arbeiderpartiet-Fraktionsvorstand an.

### Stortingspräsidentin
Am 9. Oktober 2021 wurde sie ohne Gegenkandidaten zur neuen Stortingspräsidentin gewählt. 160 Abgeordnete stimmen für sie, acht gaben eine Blankostimme ab. Hansen wurde zudem Vorsitzende des Wahlausschusses. Am 16. November 2021 wurde bekannt, dass sie zwischen 2014 und 2017 der Parlamentsverwaltung ihr Haus in der Nähe von Oslo verschwiegen hatte. Bei der Vergabe der Pendlerwohnungen des Stortings gab sie stattdessen eine Adresse in Trondheim als die ihre an. In Trondheim mietete sie ein Zimmer in der Wohnung ihres Parteikollegen Trond Giske. Mit ihrem Haus in Ski, das etwa 29 Kilometer vom Storting entfernt liegt, hätte sie keinen Anspruch auf eine Pendlerwohnung gehabt. Die Aufdeckung kam, nachdem bereits zuvor bei mehreren Abgeordneten Unregelmäßigkeiten bezüglich der Vergabe der Pendlerwohnungen aufgefallen waren.
Am 18. November 2021 wurde bekannt, dass die Osloer Polizei Ermittlungen gegen sechs Abgeordnete aufnehmen werde. Daraufhin erklärte Hansen ihren Rücktritt als Stortingspräsidentin. Als Begründung gab sie an, sie vermute, dass sie zu diesen sechs Abgeordneten gehöre und sie es für das Storting nicht tragbar halte, wenn gegen die Parlamentspräsidentin ermittelt werde. Ihr Anwalt gab schließlich bekannt, dass Hansen nicht zu dem Personenkreis gehöre, gegen die die Osloer Polizei eine Ermittlung eingeleitet habe.
Hansens Amtszeit als Stortingspräsidentin endete am 25. November 2021, als Masud Gharahkhani zu ihrem Nachfolger gewählt wurde. Sie wurde anschließend Mitglied im Außen- und Verteidigungsausschuss. Im März 2024 bestätigte sie, dass sie Mitglied der Arbeiderpartiet im Fylke Akershus geworden sei und deshalb bei der Wahl 2025 nicht mehr im Wahlkreis Sør-Trøndelag kandidieren werde.